# Каменка (деревня, поселение Роговское)
Каменка — деревня в Троицком административном округе Москвы (до 1 июля 2012 года — в Подольском районе Московской области). Входит в состав поселения Роговское.
Расположена на Варшавском шоссе примерно в 80 км к юго-западу от центра Москвы. Ближайший населённый пункт — деревня Лопатино.

## Население
| 1859 | 1890 | 1899 | 2002 | 2006 | 2010 |
| ---- | ---- | ---- | ---- | ---- | ---- |
| 86   | ↗154 | ↗245 | ↘59  | ↗117 | ↗151 |

Согласно Всероссийской переписи, в 2002 году в деревне Каменка проживало 59 человек (29 мужчин и 30 женщин), а в посёлке ВИМ «Каменка» — 45 человек (21 мужчина и 24 женщины). По данным на 2006 год в деревне Каменка проживало 53 человека, а в посёлке ВИМ «Каменка» — 64 человека.

## История
Название деревни происходит от реки Каменки, малого правого притока реки Чернички. Название реки, в свою очередь, связано со скоплением валунов в русле: речка стекает с возвышенной гряды и на быстринах сохраняются только самые крупные камни — валуны и гальки.
В Средние века местность, на территории которой в настоящее время расположена деревня, входила в состав Московского княжества.
По мере строительства Московско-Варшавского шоссе новые дома возводились вдоль дороги, и со временем речное поселение опустело (в настоящее время оно известно у местного населения под названием «Старая Каменка»). Начиная с середины XIX века деревня отмечается на картах на своём текущем местоположении.
Во времена Российской Империи количество дворов в Каменке колебалось около двух десятков; в разное время в деревне были открыты почтовая станция (здание которой сохранилось до наших дней), земская школа, казённая винная лавка.
В «Списке населённых мест» 1862 года Каменка — владельческая деревня 1-го стана Подольского уезда Московской губернии на Московско-Варшавском шоссе, из Подольска в Малоярославец, в 40 верстах от уездного города и 14 верстах от становой квартиры, при колодцах и с почтовой станцией. В деревне 21 двор и 86 жителей (42 мужчины, 44 женщины).
В 1890 году Каменка входила в состав Вороновской волости Подольского уезда, в ней были земская школа, почтовая станция и проживало 154 человека; к 1899 году количество жителей увеличилось до 245. Почтовая станция в деревне закрылась в 1898 году в связи с открытием движения поездов по железной дороге от Москвы до Брянска.
В 1913 году в Каменке было 13 дворов, земское училище и казённая винная лавка.
По материалам Всесоюзной переписи населения 1926 года Каменка входила в состав Лопатинского сельского совета Вороновской волости Подольского уезда на Варшавском шоссе. В деревне в то время проживало 178 жителей (87 мужчин, 91 женщина), насчитывалось 43 крестьянских хозяйства. Впоследствии в советский период Каменка входила в Московскую область, и включалась с 1929 по 1960 годы в состав Васюнинского сельского совета Красно-Пахорского, Калининского и Подольского районов, а с 1960 по 1994 годы — Роговского сельского совета Подольского, Ленинского укрупнённого и Чеховского районов.
Во время Великой Отечественной войны вблизи деревни проходила линия фронта, шли бои (некоторые сохранившиеся до наших дней деревенские пруды — воронки от бомб и снарядов, в окрестных лесах находят гильзы и каски). В 1941 году в Каменке располагался штаб 43-й армии под командованием К. Д. Голубева, севернее деревни погиб Герой Советского Союза Виктор Талалихин. Памятник на месте его гибели расположен в полутора километрах севернее Каменки в сторону деревни Лопатино. Место падения самолёта было найдено в 1968 году учениками Каменской школы под руководством учительницы В. И. Лысенковой.
Вторая половина XX века — период развития деревни. В 1951 году в посёлке, расположенном рядом с деревней Каменка, было организовано опытное хозяйство ВИМ. В 1961 году в деревне на базе кружевных артелей, ранее располагавшихся в деревне Васюнино, открылась Васюнинская фабрика художественных строчевышитых изделий. В деревне располагались контора совхоза ВИМ «Каменка», почтовое отделение и восьмилетняя каменская школа.
С 1994 года Каменка входила в состав Подольского района Московской области Российской Федерации: сначала — Роговского сельского округа, с 2004 года — сельского поселения Роговское.
В 2006 году в состав деревни был включён посёлок ВИМ «Каменка».
С 2012 года деревня включена в состав города Москвы.

## Известные уроженцы
Иван Фёдорович Попов — советский журналист, писатель, драматург, сценарист.

## Достопримечательности
- Памятный знак «Здесь проходила линия фронта». Расположен на берегу реки Нары. Вблизи Каменки в октябре 1941 года на пути к Подольску и Москве Красной Армией были остановлены войска Вермахта
- Памятник на месте гибели Героя Советского Союза Виктора Талалихина

## Транспорт
Автобусы от станции Подольск (№ 1028, обсл. МАП №5 г.о Подольск ГУП «Мострансавто»), от станции Обнинское (№ 289, обсл. Жуковское ПАТП), от станции метро «Тёплый Стан» (№ е143, филиал «Юго-Западный» ГУП «Мосгортранс») и от Коктебельской улицы (р-н Северное Бутово, ЮЗАО) (№ 1004, филиал «Юго-Западный» ГУП «Мосгортранс»).